# Scottsville (Teksas)
Scottsville je grad u američkoj saveznoj državi Teksas. Prema popisu stanovništva iz 2010. u njemu je živjelo 376 stanovnika.